# Waalwijk
Waalwijk (pronúnciaⓘ) é um município e uma cidade na província de Brabante do Norte, Países Baixos. O município tem 45 743 habitantes (31 de dezembro de 2008, fonte: CBS) e abrange uma área de 67,72 km², dos quais 3,01 km² são água.

## Centros populacionais
Além da cidade de Waalwijk, o município é constituído ainda por mais duas aldeias: Sprang-Capelle e Waspik. A cidade de Waalwijk divide-se em doze bairros: Baardwijk, Besoyen, Zanddonk, Laageinde, de Hoef, Centro, Sint-anthonius, Bloemenoord, Meerdijk, Zanddonk-Zuid, Carthografenweg e Driessen.

## História
Waalwijk originalmente era uma aldeia na Langstraat, uma área bastante extensa situada aproximadamente entre os municípios de Geertruidenberg e 's-Hertogenbosch na região da Holanda. Em 1232, a localidade foi vendida para o Ducado de Brabante. As aldeias vizinhas Besoyen e Baardwijk permaneceram sob o domínio da Holanda. No ano de 1303, Waalwijk recebeu os direitos de cidade. A cidade nunca recebeu obras de fortificação.
No século XV foi construída uma igreja na divisa entre Waalwijk e a vizinha aldeia holandesa de Besoyen. Durante a Guerra dos Oitenta Anos, a igreja foi danificada, e durante a Trégua dos doze anos apenas a parte pertencente a Waalwijk foi restaurada. Em Besoyen, no mesmo período, uma nova igreja protestante foi construída.
Em 1815, toda a região do Langstraat passou a fazer parte da província neerlandesa de Brabante do Norte. Em 1922, as aldeias de Besoyen e Baardwijk eram parte do município de Waalwijk.
Em 1997, a aldeia de Waspik e o antigo município de Sprang-Capelle foram acrescentados ao município de Waalwijk.

## Localização
Waalwijk está localizado entre as aldeias de Drunen e Waspik, na área do Langstraat, uma região que durante séculos foi o centro neerlandês da indústria de artefatos de couro e calçados. Waalwijk situa-se próximo de grandes centros urbanos como: Tilburg, 's-Hertogenbosch e Breda. É acessível através da rodovia A59.
| Municípios vizinhos | Municípios vizinhos | Municípios vizinhos |
| ------------------- | ------------------- | ------------------- |
| Werkendam           | Aalburg             |                     |
| Geertruidenberg     |                     | Heusden             |
| Dongen              | Loon op Zand        |                     |

## A cidade de Waalwijk
Waalwijk é uma pequena cidade, em Brabante do Norte, situada entre Tilburg e 's-Hertogenbosch. Conhecida por suas indústrias de calçados, Waalwijk recebeu os direitos de cidade em 1303.
O RKC Waalwijk é um clube de futebol profissional da cidade.
Waalwijk e arredores também são conhecidos pelo evento "80 van de Langstraat", realizado em setembro, onde centenas de pessoas fazem uma caminhada de 80 km por todas as cidades que fazem parte da região da Langstraat.
Outros eventos
- Modestad Waalwijk (Waalwijk, a Cidade da Moda): um evento de moda realizado em um fim de semana na cidade.
- Nacht van het levenslied (Noite da canção neerlandesa), onde cantores locais se apresentam.
- Straattheaterfestival (Festival do Teatro de Rua): um evento onde peças teatrais são apresentadas ao público, na rua, durante um fim de semana.

## Personalidades
- Martinus J. G. Veltman (1931), Prémio Nobel de Física de 1999